# 펜타포트 (아파트)
펜타포트(영어: Pentaport Tower)는 대한민국 충청남도 천안시 서북구 공원로 195, 196에 위치한 마천루이자 주상복합 아파트 단지이다. 3개의 동으로 구성되어 있으며 그중 103동은 66층, 240m로 현재 충청남도의 최고층 빌딩이다. 2011년 11월에 완공 후 입주를 시작하였다. 아시아에서는 274번째로, 대한민국에서는 30번째로 높다. 천안아산역 역세권개발사업 및 아산신도시의 일원으로 건설되었다.

## 역사
2007년에 66층 규모의 펜타포트 아파트의 분양이 완료되었다. 2008년에 착공하여 2011년에 완공하며 같은 해 11월에 개장했고 입주를 시작하였다.

## 구성
크게 101동과 102동 부분과 103동 부분으로 나눌 수 있는데, 101동과 102동 부분은 주민편의시설로 채워진 데에 반해 103동은 CGV, 아웃백, 모다아울렛 등이 들어와 있다. 또한 해당 건물이 아니더라도 근처에 갤러리아, 트레이더스 홀세일 클럽 등이 있다.
| 단지  | 층수 | 높이 |
| ----- | ---- | ---- |
| 101동 | 45층 | 151m |
| 102동 | 41층 | 139m |
| 103동 | 66층 | 239m |

## 높이
충청권 지역에 있는 건물에서 가장 높은 마천루이다. 단지 중 103동은 66층으로 층수는 63빌딩보다 많지만 천장 높이(층고)로 인해 건물의 높이는 63빌딩에 비하면 그다지 높지는 않다.

## 특징
펜타포트 1블럭에는 101동과 102동이 있고 펜타포트 3블럭에는 103동이 존재한다. 또한 아파트를 안전하게 관리하는 강력한 보안 시스템이 존재하므로 외부인의 출입은 제한될 수 있다. 엘리베이터는 현대엘리베이터 제품의 고속모델이 설치되어 있으며 세대용, 비상용, 셔틀용으로 구분되어 있다. 내부에는 터치패드와 키패드식 버튼이 있다.
펜타포트는 지하가 없고 지상 2~5(101,102)층까지 주차장으로 사용하고 있으며 6층은 식당과 헬스장, 골프연습장 등 입주민 편의 시설들이 자리 잡고 있다.

## 내부 시설
| 층수      | 용도           |
| --------- | -------------- |
| 7층~66층  | 아파트         |
| 6층 (8층) | 식당 헬스장 등 |
| 2층 ~ 5층 | 주차장         |
| 1층       | 로비           |

## 대중문화
- 조작된 도시 - 살인사건의 증거를 조작하는 장소로 사용되었다.

## 파노라마

공사중인 펜타포트의 파노라마.

## 갤러리

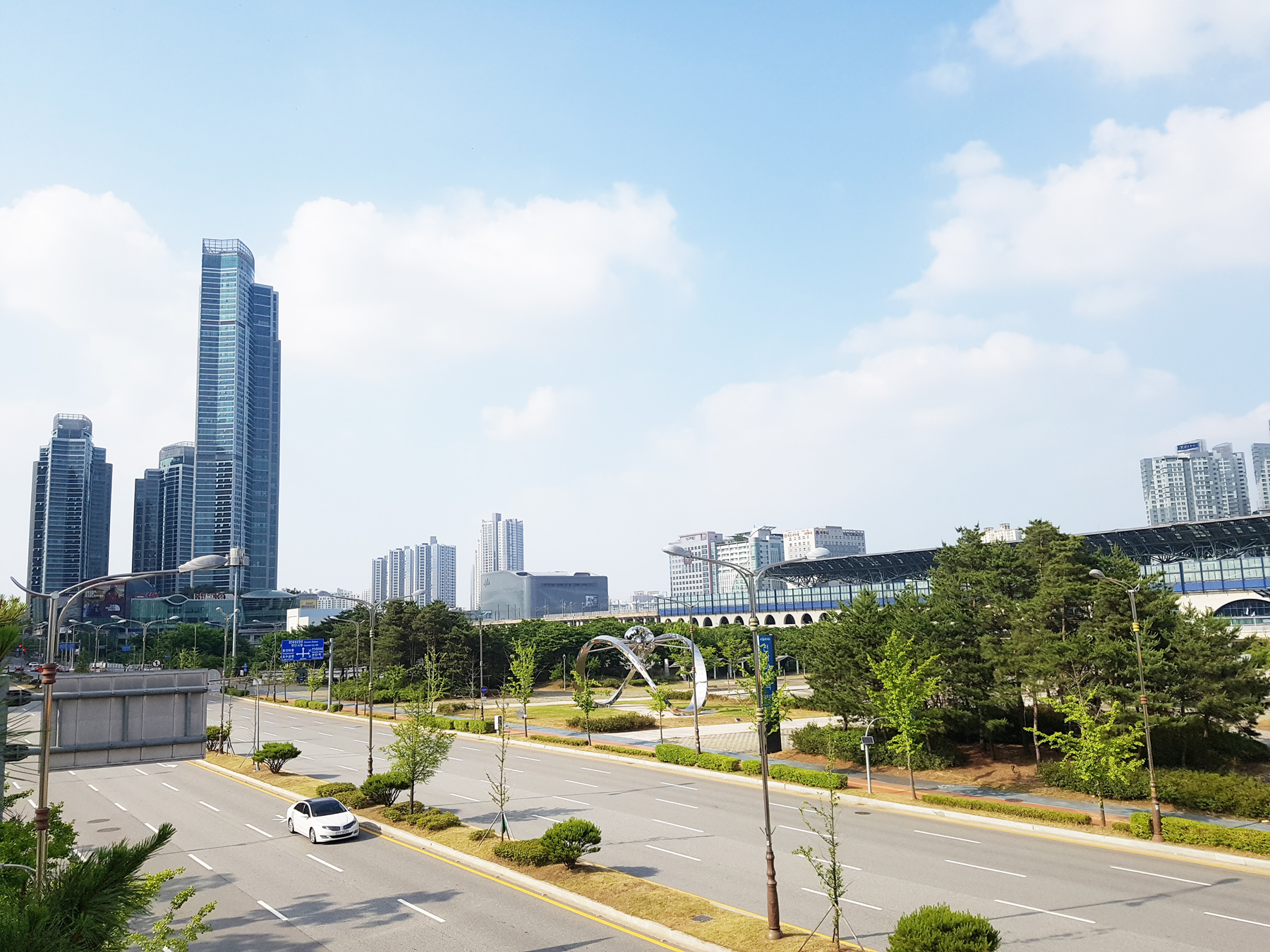
팬타포트-천안아산역
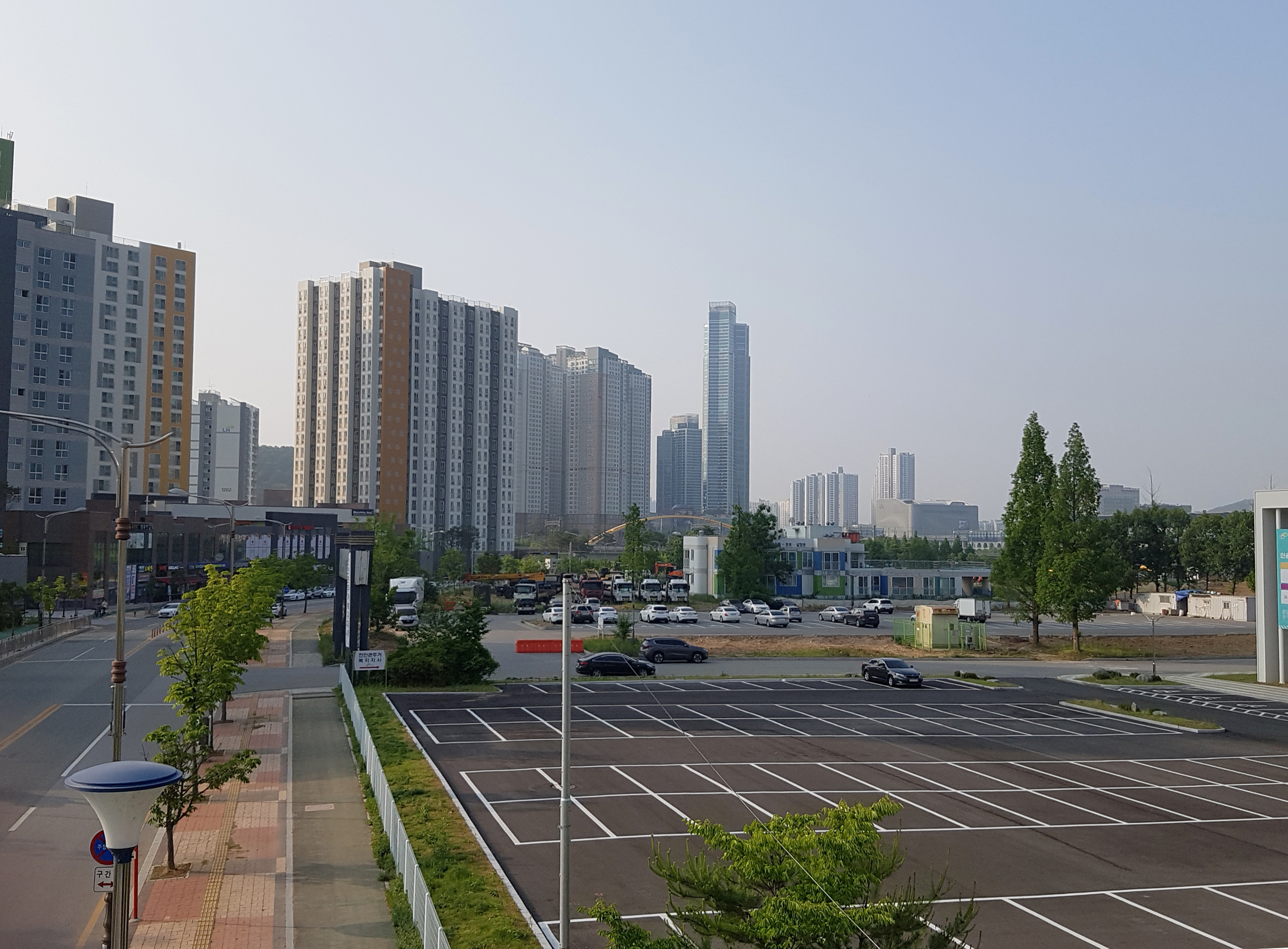
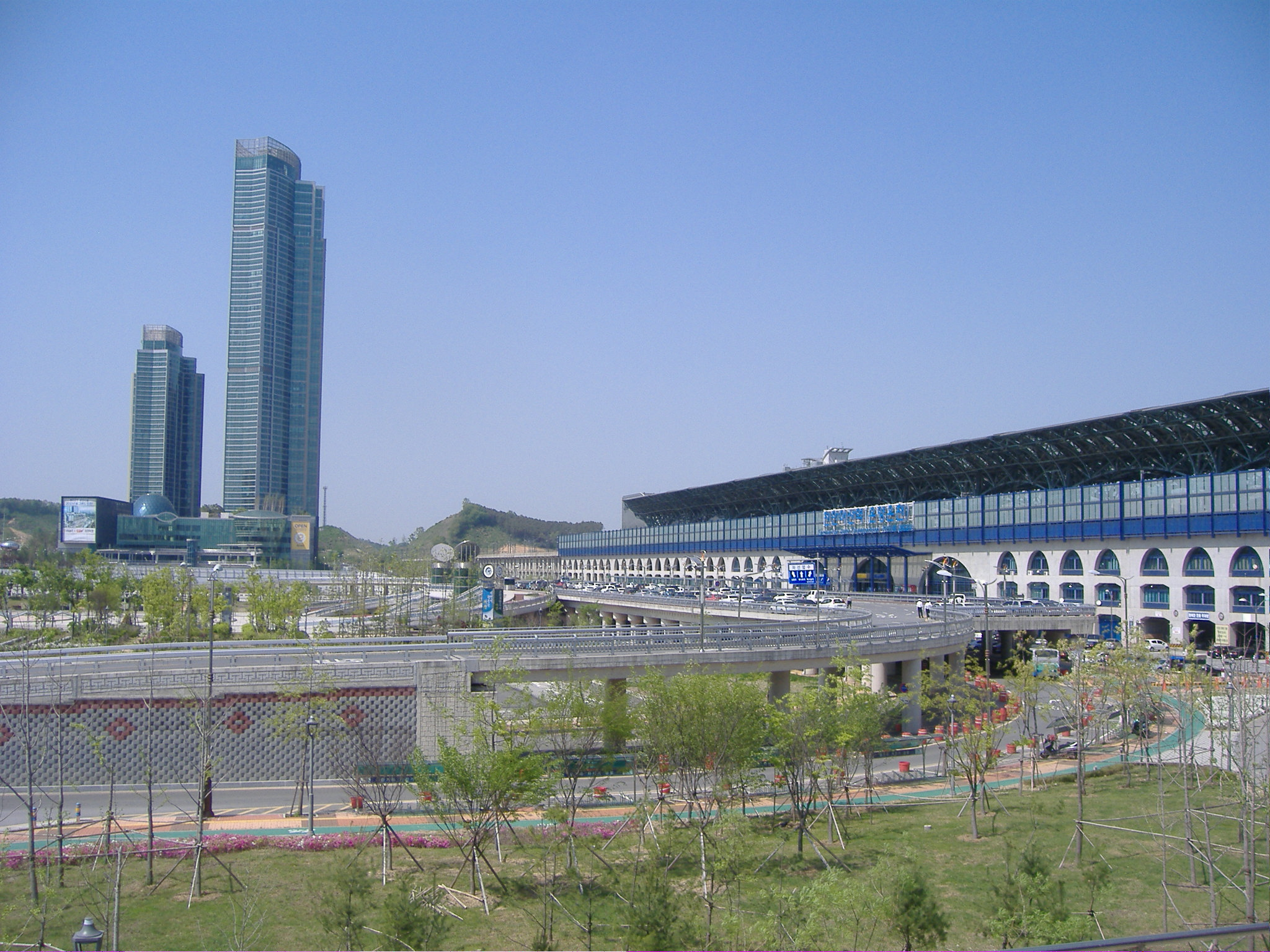

## 주변
- 천안아산역
- 갤러리아 센터시티 점
- 이마트 펜타포트 점 (2024년 폐점)
- 트레이더스 홀세일 클럽 천안아산점
- 롯데마트 천안아산점 (2020년 5월 폐점)

## 초등학교 통학구역
- 천안호수초등학교
- 천안불당초등학교

## 같이 보기
- 대한민국의 마천루 목록
- 충청남도의 마천루 목록
- 천안시의 마천루 목록